# Quad9
Quad9 ist ein öffentliches DNS-Resolver-Netzwerk, das von einer aus IBM, Packet Clearing House, Global Cyber Alliance sowie weiteren Firmen bestehenden Non-Profit-Organisation betrieben wird. Der Hauptsitz wurde Anfang 2021 von Kalifornien nach Zürich verlegt, wofür unter anderem das Bemühen um möglichst hohen Datenschutz mit ausschlaggebend war.
Das Hauptunterscheidungsmerkmal zu anderen DNS-Resolvern ist das automatische Blocken von Domains, die mit böswilligen Angriffen in Verbindung gebracht werden. Auch erlaubt Quad9, dass Nutzer ihre DNS-Anfragen verschlüsselt an das Netzwerk mittels DNS over TLS, DNS over HTTPS und DNSCrypt stellen können.
Quad9 ist unter der namensgebenden Anycast-IPv4-Adresse 9.9.9.9 sowie der IPv6-Adresse 2620:fe::fe erreichbar. Der Hostname (die DoT-Adresse) ist dns.quad9.net. Zudem werden unter weiteren IP-Adressen angepasste DNS-Funktionalitäten angeboten, etwa für Content Delivery Networks und das Internet der Dinge.

## Rechtsstreit mit Sony Music
Im Mai 2021 erwirkte Sony Music Entertainment beim Landgericht Hamburg eine einstweilige Verfügung gegen Quad9. Unter Androhung von 250.000 € oder Ordnungshaft wurde Quad9 verpflichtet, den Zugang zu einer Domain, über die per Sharehosting Musik zugänglich gemacht wird, zu unterbinden. Der Beschluss wurde vielfach kritisiert. Der Anwalt des eco – Verband der Internetwirtschaft meinte, er könne sich keinen Anbieter vorstellen, der von der Verantwortlichkeit für etwaige rechtsverletzende Domains weiter entfernt sei als ein öffentlicher Resolverbetreiber. Er befürchtete, dass, sollte der Beschluss Bestand haben, Internetdienstanbieter mit mehr Post von Anwälten rechnen müssten. Für Felix Reda von der Gesellschaft für Freiheitsrechte ist nicht ersichtlich, warum DNS-Resolver, die für einen funktionierenden Internetzugang unersetzlich seien, rechtlich anders behandelt werden sollten als Internetzugangsanbieter. Diese seien von der Störerhaftung befreit. Für Quad9 sei die Umsetzung von DNS-Sperren nur für Deutschland mit unverhältnismäßigen Kosten verbunden. Nach Bekanntwerden der einstweiligen Verfügung stiegen die Spendeneinnahmen von Quad9 um 900 %.
Gegen den Beschluss des Landgerichts Hamburg hat Quad9 Widerspruch eingelegt. Der Streitwert in dem Verfahren wurde auf 100.000 € gesetzt. Aufgrund des daraus resultierenden großen Kostenrisikos unterstützt die Gesellschaft für Freiheitsrechte Quad9 in diesem Verfahren. Das Landgericht Hamburg wies den Widerspruch zurück. Quad9 kündigte an, in die nächste Instanz zu gehen.
Am 1. März 2023 wurde Quad9 vom Landgericht Leipzig als Täter der Urheberrechtsverletzung verurteilt. Bei Androhung von bis zu 250.000 Euro Ordnungsgeld beziehungsweise bis zu 2 Jahren Haft wurde Quad9 verboten, die Domains weiterhin aufzulösen. Es war wahrscheinlich, dass Quad9 gegen dieses Urteil vor die nächste Instanz ziehen wird.
Am 6. Dezember 2023 entschied das OLG Dresden zugunsten Quad9, dass DNS-Resolver neutrale Vermittler und von der Haftung freizustellen seien. Vorinstanzliche Urteile aus Hamburg und Leipzig wurden damit vollumfänglich aufgehoben und Sony Music Entertainment die Kosten des Verfahrens auferlegt. Eine Revision gegen das Urteil wurde nicht zugelassen, Sony Music Entertainment kann jedoch Nichtzulassungsbeschwerde beim Bundesgerichtshof einreichen.